# Tiefsinn
Tiefsinn beschreibt seit der Aufklärung und in besonderer Weise in der Romantik im Deutschen eine grüblerische Haltung bzw. Geistesverfassung, oft mit der Konnotation „trübsinnig/melancholisch“ und/oder „unergründlich“ (d. h. keinen letzten Grund findend bzw. suchend).
Der Literaturwissenschaftler Erich Auerbach (1892 – 1957) verwandte den Begriff „Tiefsinn“ daneben zur Beschreibung der Bedeutungsdimension literarischer Texte bzw. zeichenhafter Formation generell.

## Aufklärung
Immanuel Kant begriff „Tiefsinnigkeit (melancholia)“ als einen „Wahn von Elend …, den sich der trübsinnige (zum Grämen geneigte) Selbstquäler schafft“. Friedrich Heinrich Jacobi verstand seinen „kindischen Tiefsinn“ als ein „Nachgrübeln über die Ewigkeit a parte ante“.
Nach Lothar Pikulik war schon die Empfindsamkeit eine Epoche tiefsinnigen Grübelns, was etwa anhand von Lavaters Geheimes Tagebuch. Von einem Beobachter Seiner Selbst deutlich werde. Steffen Martus untersuchte die Entstehung von Tiefsinn im 18. Jahrhundert am Beispiel von Hagedorn, Gellert und Wieland.

## Romantik
Friedrich Schlegel sprach vom „unergründlichsten und verwickelsten Tiefsinn“, wie er sich im Werk Albrecht Dürers zeige. Carl Gustav Carus wies auf einen antiplatonischen Aspekt von Tiefsinn hin und verstand diesen als „diejenige Richtung des Geistes, welche sich gegen die Erforschung der Idee selbst kehrt.“
Die Romantik entdeckte in besonderer Weise den Tiefsinn und die „Dimension der Tiefe“. Der Literaturwissenschaftler Northrop Frye zeigte den romantischen Tiefsinn am Beispiel von William Blake und Percy Bysshe Shelley, ähnliches bemerkte später Theodore Ziolkowski für die deutsche Romantik. Die leitmotivische Reise ins Innere eines Bergwerks etwa, wie sie das romantische Kunstmärchen von Novalis über Ludwig Tieck bis hin zu E.T.A. Hoffmann prägte, ist nach Ziolkowski ein Ausdruck von Tiefsinn. Novalis‘ Held Heinrich von Ofterdingen etwa vollziehe anhand einer Reise ins Berginnere auch eine Reise nach innen, eine „Bewegung zu sich selbst“. Die romantische Tiefendimension erkunde „Bergwerke der Seele“ und erschließe so drei wesentliche Dimensionen menschlicher Erfahrung: „Geschichte, Religion und Sexualität.“.

## Walter Benjamin über das Barockzeitalter
Walter Benjamin entwarf eine Vorstellung des tiefsinnigen Barockzeitalters. Er verwies auf Albrecht Dürers melancholisches Grübeln und legte dieses seiner Konzeption von Trauerspiel, Melancholie und Allegorie zugrunde. Der barocke Melancholiker spiegle sich in der Allegorie, weil sein tiefsinniges Naturell keine endgültige Erkenntnis, sondern nur eine unendliche Ähnlichkeit zwischen allen Wesen finde, ein einziger Sinn aber unauffindbar sei: „Gespenster wie die tief bedeutenden Allegorien sind Erscheinungen aus dem Reiche der Trauer; durch den Trauernden, den Grübler über Zeichen und Zukunft, werden sie angezogen.“

## Erich Auerbach: Tiefsinn als Textdimension
Der Literaturwissenschaftler Erich Auerbach (1892 – 1957) benutzte den Begriff Tiefsinn zur Beschreibung einer Textdimension, d. h. als Bedeutungsdimension literarischer Texte bzw. zeichenhafter Formation generell: Er sprach vom Tiefsinn der alttestamentlichen Texte und unterschied diesen vom homerischen Stil einer Ästhetik der Oberfläche. Diese Unterscheidung ging zurück auf die These des Kunsthistorikers Heinrich Wölfflin (1864 – 1945) von der Tiefenhaftigkeit der Barockmalerei.